# Scolytus kirschii
Scolytus kirschii ist ein Rüsselkäfer aus der Unterfamilie der Borkenkäfer (Scolytinae). Da er seine Brutsysteme in der Rinde der Wirtsbäume anlegt, wird er den Rindenbrütern zugerechnet. Er kommt hauptsächlich an Ulmen vor und gehört zu den Ulmensplintkäfern.

## Merkmale
Die Käfer werden 2,5 Millimeter lang und haben einen braunschwarz gefärbten, walzenförmigen Körper. Der Halsschild ist groß, vorne verengt, die Basis und die Seiten sind kantig gerandet. Es verdeckt von oben gesehen nicht den Kopf. Die Stirn ist beim männlichen Käfer flach und wollig behaart, beim weiblichen Käfer dagegen gewölbt und kahl (Sexualdimorphismus). Das Abdomen steigt ab dem zweiten Sternit zum Ende hin schräg an. An diesem befindet sich ein kleiner, nach hinten gerichteter Dornfortsatz. Die Schienen (Tibien) der Vorderbeine sind außen glatt, die Spitze ist hakenförmig gekrümmt. Das dritte Tarsenglied ist zweilappig. Die rotbraun gefärbten Flügeldecken tragen regelmäßige Punktreihen aus kleinen Vertiefungen.

## Verbreitung
Die Art ist in Süd-, Mittel- und Osteuropa, der Ukraine, Krim und dem Kaukasus verbreitet.

## Lebensweise
Scolytus kirschii kommt vor allem an Ulmen (Ulmus), gelegentlich auch an Prunus-Arten, Gemeiner Esche (Fraxinus excelsior) und Silber-Pappel (Populus alba) vor. Er besiedelt die Rinde der Bäume. Das Fraßbild ist ein sehr kurzer, etwa einen Zentimeter langer, einarmiger Muttergang (senkrechter Längsgang). Die vier bis zehn Larvengänge zweigen von diesem seitlich ab. Es kommt zur Ausbildung einer Generation im Jahr, die Flugzeit ist von Mai bis Juni. Die Art kommt seltener vor als andere Ulmensplintkäfer. Der Käfer frisst an den Abzweigestellen kleiner Äste und an der Basis der Blattstiele (Reifungs- beziehungsweise Ernährungsfraß).
Dabei und bei seinem Einbohren in die Rinde/Borke überträgt er Sporen des Pilzes Ceratocystis ulmi. Dieser Pilz führt zu einer Erkrankung der Bäume, dem Ulmensterben, welche meist deren Tod nach sich zieht, mindestens jedoch das Absterben einzelner Zweige oder Äste verursacht. Dies kann zu wirtschaftlichen Schäden führen, da abgestorbene Baumstämme oft nur noch als Brennholz vermarktet werden können, wofür weit geringere Preise als für Furnier- oder Schnittholz erzielt werden.

## Bekämpfung
Eine Bekämpfung ist praktisch unmöglich, da den Tieren immer bruttaugliches Material zur Verfügung stehen wird. Befallene Bäume werden meist zu spät entdeckt. Befallsherde müssen, will man ein weiteres Ausbreiten eindämmen, vollständig beseitigt werden, und die Rinde mit den Larven und Eiern sowie das befallene Holz vernichtet werden. Vielerorts sind die Ulmen jedoch bereits an dem Pilz eingegangen und stehen somit nicht mehr als Wirtsbäume zur Verfügung. Es gibt Versuche im Anbau mit Resista-Ulmen, welche dem Pilz widerstehen sollen.

## Synonyme
Aus der Literatur sind für Scolytus kirschii folgende Synonyme bekannt:
- Scolytus kirschii Skalitzky, 1876 [species]
- Scolytus kirschii Skalitzky, 1876 [nominotypical subspecies]
- Scolytus fasciatus Reitter, 1890
- Eccoptogaster demaisoni Eggers, 1912
- Scolytus ruguloides Sokanovsky, 1954